# Diamantová liga 2014
Samsung Diamantová liga 2014 byla pátá série atletických závodů Diamantové ligy.

## Kalendář
| Datum           | Mítink                     | Město      | Výsledek | Oficiální web                                   |
| --------------- | -------------------------- | ---------- | -------- | ----------------------------------------------- |
| 9.5.2014        | Doha Diamond League        | Dauhá      | Výsledky | Zde Archivováno 13. 6. 2011 na Wayback Machine. |
| 17.5.2014       | Shanghai Golden Grand Prix | Šanghaj    | Výsledky | Zde Archivováno 4. 7. 2013 na Wayback Machine.  |
| 31.5. 2014      | Prefontaine Classic        | Eugene     | Výsledky | Zde Archivováno 11. 7. 2015 na Wayback Machine. |
| 5.6.2014        | Golden Gala                | Řím        | Výsledky | Zde Archivováno 11. 7. 2015 na Wayback Machine. |
| 11.6.2014       | Bislett Games              | Oslo       | Výsledky | Zde Archivováno 7. 7. 2013 na Wayback Machine.  |
| 14.6.2014       | Adidas Grand Prix          | New York   | Výsledky | Zde Archivováno 16. 6. 2013 na Wayback Machine. |
| 3.7.2014        | Athletissima               | Lausanne   | Výsledky | Zde Archivováno 5. 12. 2013 na Wayback Machine. |
| 5.7.2014        | Meeting de Paris           | Paříž      | Výsledky | Zde Archivováno 27. 7. 2013 na Wayback Machine. |
| 11. - 12.7.2014 | London Grand Prix          | Glasgow    | Výsledky | Zde Archivováno 31. 7. 2013 na Wayback Machine. |
| 18.7.2014       | Meeting Herculis           | Monako     | Výsledky | Zde Archivováno 15. 6. 2013 na Wayback Machine. |
| 21.8.2014       | Bauhaus-Galan              | Stockholm  | Výsledky | Zde Archivováno 21. 7. 2013 na Wayback Machine. |
| 24.8.2014       | British Grand Prix         | Birmingham | Výsledky | Zde Archivováno 12. 7. 2011 na Wayback Machine. |
| 28.8.2014       | Weltklasse Zürich          | Curych     | Výsledky | Zde                                             |
| 5.9.2014        | Memoriál Van Dammeho       | Brusel     | Výsledky | Zde Archivováno 29. 6. 2013 na Wayback Machine. |

## Vítězové
| Muži                       | Muži                    | Muži    |
| -------------------------- | ----------------------- | ------- |
| Běh na 100 metrů           | Justin Gatlin           | 16 bodů |
| Běh na 200 metrů           | Alonso Edward           | 19 bodů |
| Běh na 400 metrů           | LaShawn Merritt         | 26 bodů |
| Běh na 800 metrů           | Nijel Amos              | 14 bodů |
| Běh na 1500 metrů          | Silas Kiplagat          | 16 bodů |
| Běh na 5000 m              | Caleb Mwangangi Ndiku   | 15 bodů |
| Běh na 3000 metrů překážek | Jairus Birech           | 28 bodů |
| Běh na 110 metrů překážek  | Pascal Martinot-Lagarde | 27 bodů |
| Běh na 400 metrů překážek  | Michael Tinsley         | 21 bodů |
| Skok do výšky              | Mutaz Essa Baršim       | 20 bodů |
| Skok o tyči                | Renaud Lavillenie       | 28 bodů |
| Skok daleký                | Godfrey Khotso Mokoena  | 12 bodů |
| Trojskok                   | Christian Taylor        | 20 bodů |
| Vrh koulí                  | Reese Hoffa             | 23 bodů |
| Hod diskem                 | Piotr Małachowski       | 22 bodů |
| Hod oštěpem                | Thomas Röhler           | 15 bodů |

| Ženy                       | Ženy                          | Ženy    |
| -------------------------- | ----------------------------- | ------- |
| Běh na 100 metrů           | Veronica Campbellová-Brownová | 10 bodů |
| Běh na 200 metrů           | Allyson Felixová              | 21 bodů |
| Běh na 400 metrů           | Novlene Williamsová-Millsová  | 20 bodů |
| Běh na 800 metrů           | Eunice Jepkoech Sumová        | 22 bodů |
| Běh na 1500 metrů          | Jennifer Simpsonová           | 17 bodů |
| Běh na 5000 m              | Mercy Cherono                 | 22 bodů |
| Běh na 3000 metrů překážek | Hiwot Ayalewová               | 19 bodů |
| Běh na 100 metrů překážek  | Dawn Harperová                | 21 bodů |
| Běh na 400 metrů překážek  | Kaliese Spencerová            | 30 bodů |
| Skok do výšky              | Marija Kučinová               | 18 bodů |
| Skok o tyči                | Fabiana Murerová              | 20 bodů |
| Skok daleký                | Tianna Bartolettaová          | 16 bodů |
| Trojskok                   | Caterine Ibargüenová          | 28 bodů |
| Vrh koulí                  | Valerie Adamsová              | 32 bodů |
| Hod diskem                 | Sandra Perkovićová            | 30 bodů |
| Hod oštěpem                | Barbora Špotáková             | 22 bodů |